# Gianni Avila
Gianni Avila ist eine belizische Diplomatin.

## Leben
Avila hat einen Masterabschluss in internationalem Recht und Wirtschaft vom World Trade Institute in Bern, einen Bachelor of Law von der BBP Law School in London und einen Bachelor of Arts in internationalen Studien der University of South Florida aus Tampa. Die Universität Maastricht verlieh ihr einen Doktortitel im internationalen Wirtschaftsrecht für ihre Dissertation über Handel in der Karibischen Gemeinschaft unter dem Vertrag von Chaguaramas.
Avila arbeitete für das Außenministerium in der Vertretung Belizes bei den Vereinten Nationen in New York und für das Handelsministerium als Expertin für Handel. Sie gehörte zu den Mitgliedern des belizischen Team, welches den ersten Fall Belizes vor den Caribbean Court of Justice brachte.
Im Oktober 2022 wurde Avila von John Briceno zur Botschafterin Belizes bei der Europäischen Union mit Sitz in Brüssel ernannt. Sie ist ebenfalls Ständige Vertreterin bei der Welthandelsorganisation. Als Vertreterin bei der Welthandelsorganisation übergab sie im Juni 2023 der Generaldirektorin Okonjo-Iweala die Urkunde der Zustimmung ihres Landes zum Übereinkommen über Fischereisubventionen.